# Chia (Soriano nel Cimino)
Chia è una frazione di Soriano nel Cimino nella provincia di Viterbo. È un borgo di circa 400 persone posto a circa 300 metri di altezza sul livello del mare che si erge in posizione panoramica sulla valle del Tevere.

## Caratteristiche
L'antico nucleo risalente circa al 1100,  anche se attualmente in avanzato stato di degrado, conserva ancora la sua pianta originale ed ha notevole interesse storico. I boschi sono disseminati di antiche tombe rupestri, e furono abitati fin dal periodo pre-etrusco (case ipogee, tombe a grotta, pozzi, ecc.). Non lontana è la zona archeologica di Santa Cecilia, nel comune di Bomarzo.

## Il centro abitato

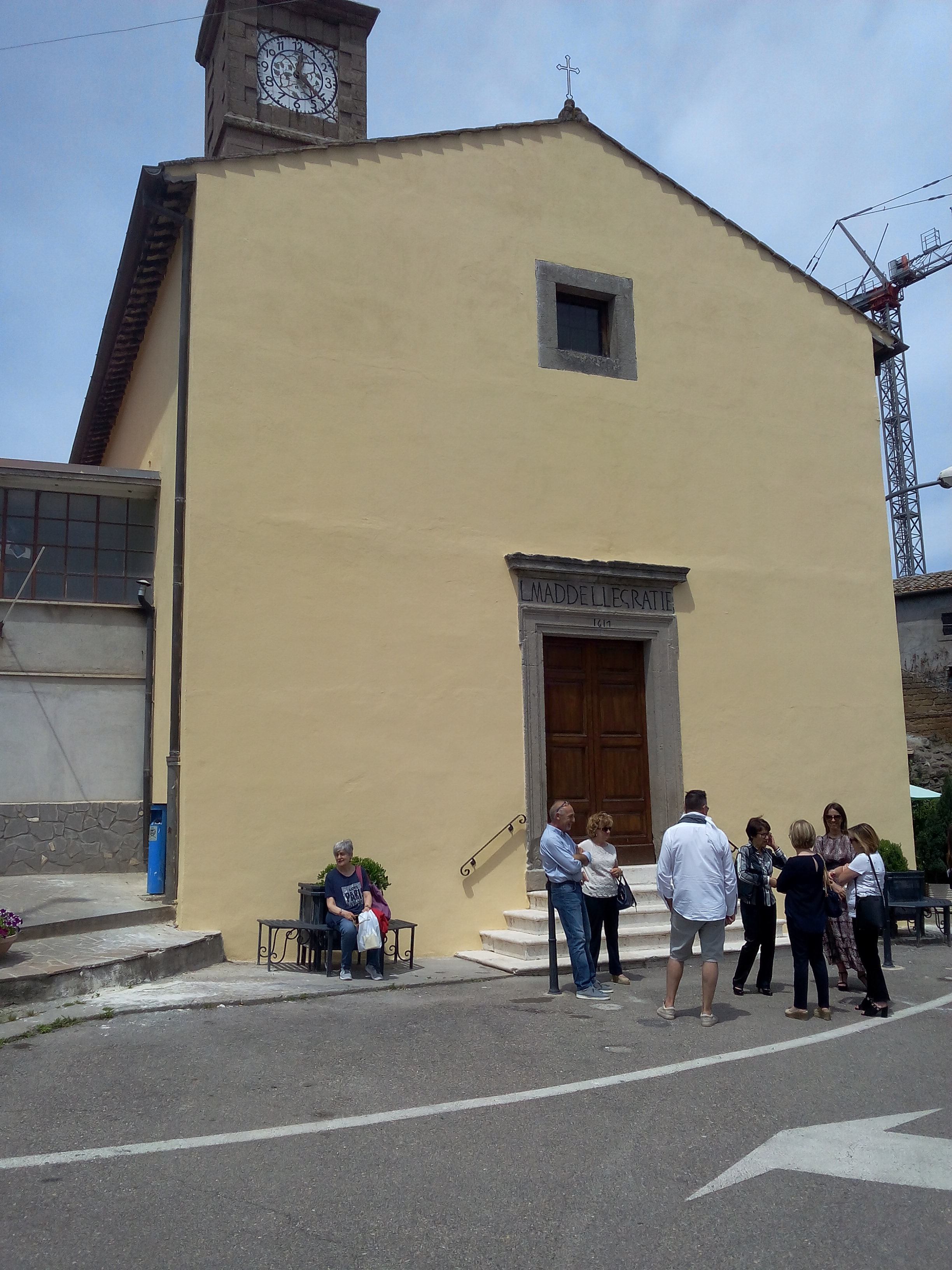
Chiesa S.Maria delle Grazie in Piazza Garibaldi

Il vetusto borgo di Chia, posto su un colle tufaceo sulla destra del fosso Castello, è un notevole esempio di urbanistica di piccolo centro medievale fortificato. Anche se le antiche cronache indichino Chia con l'appellativo di castello, dovrà trattarsi, fin dai secoli XIII e XIV più che di un castello vero e proprio di un complesso di minuscoli palazzi e di case. Talune con basse torri e bastioni disposti secondo un preciso schema difensivo. Nella parte più alta del colle vi è una piazzetta irregolare, Piazza Giordano Bruno, attualmente in stato di abbandono o addirittura di rudere. Sulla faccia inferiore dell'architrave di un portale, curiosamente arabescato, compare l'iscrizione:
Tra le suddette case risultano pure incastonate le rovine della più antica chiesa parrocchiale del borgo modificata nel rinascimento intitolata a San Giovenale, andata completamente distrutta. Sull'architrave del suo portale vi è la seguente iscrizione, le cui ultime cinque lettere appaiono incerte:
Da un sottopassaggio arcuato, ricavato da una casa torre, trae inizio una stradina, che mediante una rampa a gradoni, scende ad un livello più basso, ove è fiancheggiata, almeno in parte, verso l'esterno, da due schiere di case (tuttora abitate) separate tra loro da stretti vicoli. Da qui, un secondo sottopassaggio, pure arcuato, immette all'esterno del più antico nucleo abitativo, sulla odierna piazza del paese. Su quest'ultima figurano costruzioni e modifiche di edifici precedenti eseguite nel tardo rinascimento e nelle epoche successive.

## Denominazione
È arduo individuare l'origine della denominazione del borgo di Chia. Una nota leggenda vorrebbe che Chia prendesse nome da una nobile longobarda stabilitasi qui con il suo seguito, forse al tempo delle scorrerie dei Longobardi stessi nel Lazio. Tuttavia, il vocabolo sembra di origine etrusca. Riferimenti più precise compaiono dal 1260 in poi.

## Storia
Nel borgo fortificato di Chia, come riferisce Edoardo Martinori, nel 1260, un feudatario di nome Cappello, signore anche del vicino castello di Colle Casale, venne processato per eresia dai viterbesi, e il papa Alessandro IV gli confiscò tutti i beni che andarono a beneficio della Camera apostolica, la quale nel 1298 investì del feudo il vescovo di Orte.
Nel 1301, Chia ritornò alla Camera apostolica, la quale nello stesso anno, per volontà di Bonifacio VIII, ne cedette l'investitura a Guastapane dei Porcari per compensarlo della perdita della rocca di Soriano. Nel 1321 Napoleone Orsini, figlio di Orso, acquistò Chia dai Guastapane, con il permesso della Santa Sede.
Nel 1369, Urbano IV dette il borgo in feudo a Simeotto Orsini; ma Martino V lo tolse a quella famiglia per passarlo alla sua. Successivamente Chia passò nel 1427 ad Antonio Colonna, nel 1431 nuovamente agli Orsini; e in epoche più recenti appartenne al Lante Della Rovere che lo vendettero ai Borghese nel 1836.
Fino al 1942 era frazione del comune di Bomarzo; in tale data passò a Soriano nel Cimino.

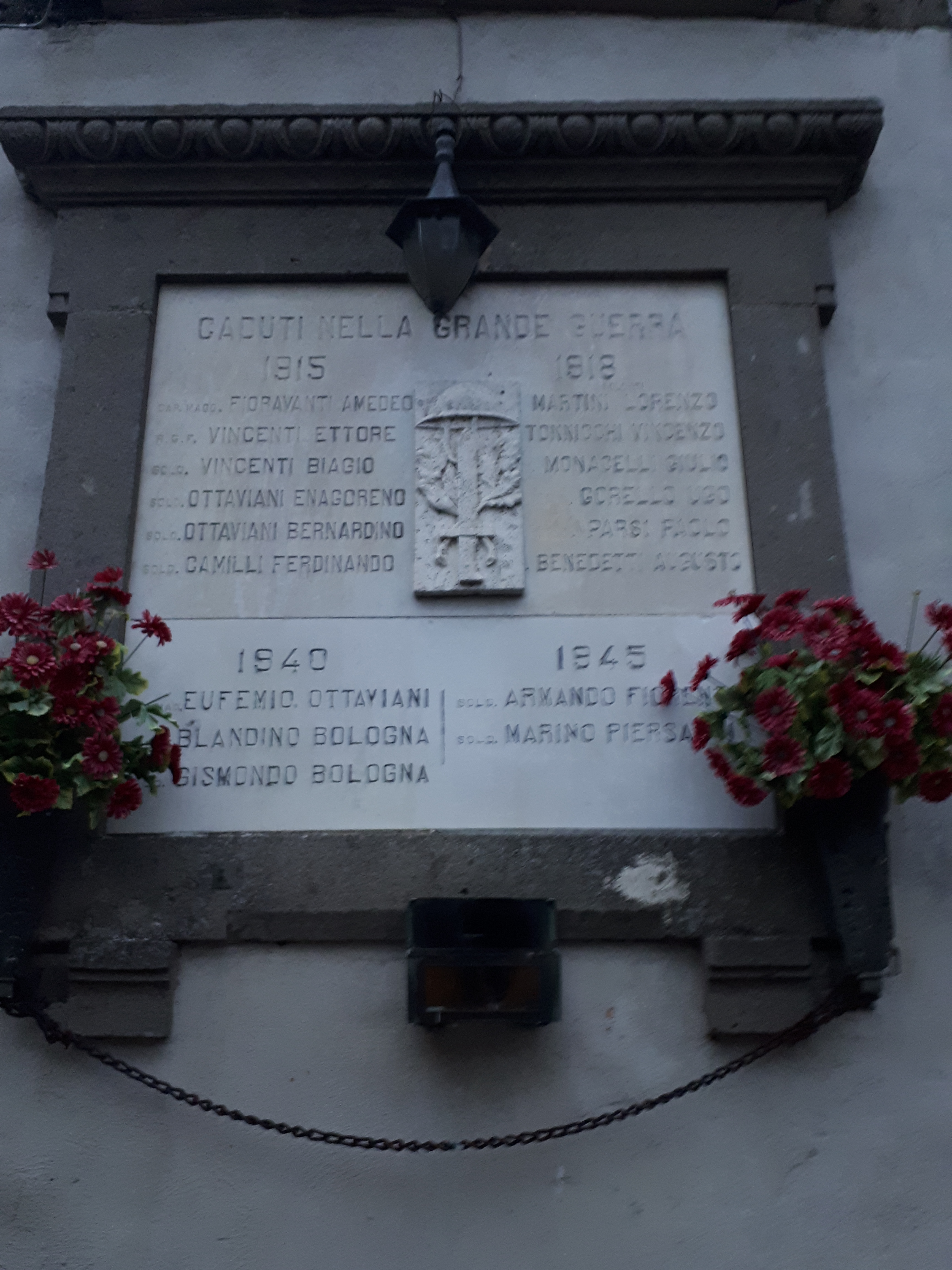
Lapide dei caduti della I e II Guerra Mondiale

## I dintorni

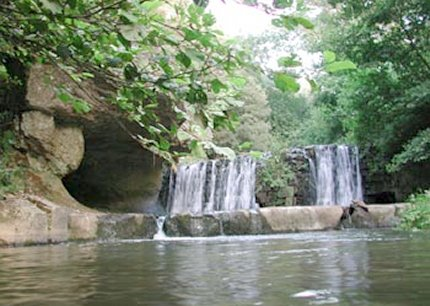
Cascate del torrente Castello

Le località di maggiore interesse prossime al centro abitato sono: 
- Torre di Chia (Castello Pasolini)[2]

Dotata di un'originale pianta pentagonale, la torre è alta 42 metri. Insieme al castello e ad un insieme di mura merlate in stile ghibellino difendeva uno sperone tufaceo già per sua natura arduo da conquistare. Intorno alla base dello sperone, tra bosco, torrente e cascate, sono ancora visibili i resti di mulini e abitazioni.
- Cascate di Fosso Castello

Sono cascate d'acqua formate dal torrente Castello
- Punti panoramici sulla valle del Tevere
- Area archeologica di Santa Cecilia
- Piramide Etrusca[3]

## Chia e Pasolini

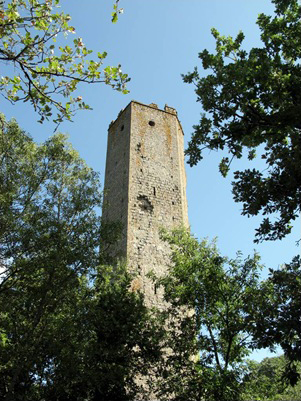
La Torre di Chia

Chia era particolarmente amata da Pier Paolo Pasolini, che l'elesse sua seconda dimora restaurandone un antico castello con una torre (la torre di Chia).
Nella primavera del 1964, mentre gira le prime sequenze del film Il Vangelo secondo Matteo, Pasolini visita il fortilizio medioevale abbandonato e se ne innamora. Nel 1966 scrive che vorrebbe andare a vivere dentro quella Torre che non può comprare, "nel paesaggio più bello del mondo, dove l'Ariosto sarebbe impazzito di gioia nel vedersi ricreato con tanta innocenza di querce, colli, acque e botri".
L'acquisto della Torre si realizza nell'autunno 1970. Pasolini provvederà al restauro, e vi soggiornerà spesso negli ultimi anni di vita. Costruì ai piedi della Torre una casetta con grandi vetrate, un luminoso studio e una cucina. Negli ultimi tre anni della sua vita visse sempre più spesso a Chia, lavorando ad un romanzo, Petrolio (Einaudi), rimasto incompiuto. Spedirà da lì non poche delle sue Lettere luterane.
Il 19 marzo 2011 in occasione del restyling e dell'ampliamento di piazza Garibaldi, il comune di Soriano nel Cimino ha posto un busto in ricordo di Pier Paolo Pasolini che amava questo piccolo angolo del territorio di Soriano nel Cimino. Il busto, realizzato dallo scultore Gianluca Bagliani, è stato inaugurato da Walter Veltroni.

## La festa di San Giovenale
Il Santo Patrono di Chia è San Giovenale di Narni, la cui festa ricade il 3 maggio, fino agli anni '60 si festeggiava il 3 e 4 maggio, oggi i festeggiamenti iniziano sempre il 3 maggio ma la festa vera e propria avviene il primo fine settimana del mese.

Il dolce tipico di questa festa è il Biscotto di San Giovenale.

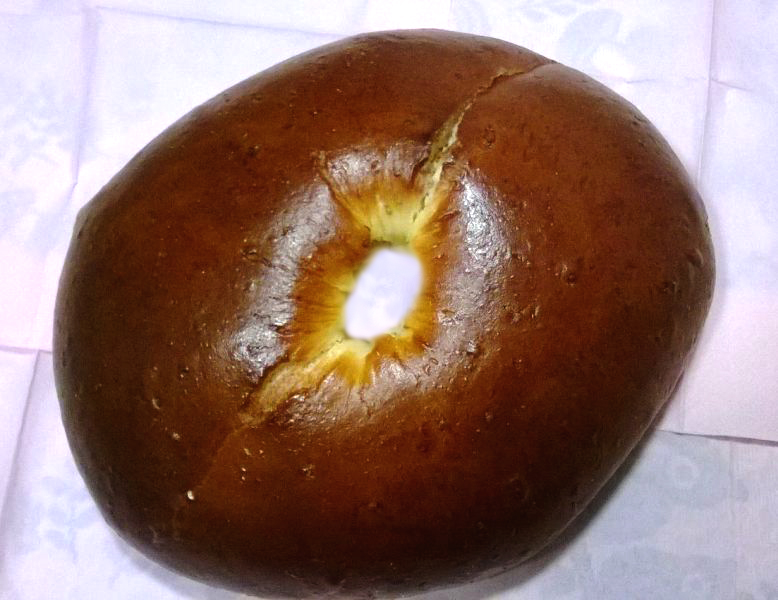
Il Biscotto di San Giovenale di Chia